# Aquário Vasco da Gama
O Aquário Vasco da Gama (AVG) é um dos mais antigos do mundo. Localiza-se no Dafundo, freguesia de Cruz Quebrada - Dafundo, município de Oeiras, distrito de Lisboa, em Portugal. Trata-se de um aquário público e faz parte da Comissão Cultural de Marinha, sendo um dos seus equipamentos culturais.

## História
O projeto do Aquário Vasco da Gama foi concebido no contexto das comemorações do "IV centenário da partida de Vasco da Gama, para a descoberta do Caminho Marítimo para a Índia", com o apoio de Carlos I de Portugal, pioneiro da Oceanografia no país.
O terreno no qual foi construído, foi cedido pelo Ministério das Obras Públicas e os trabalhos. Ficou sob a responsabilidade da Comissão Executiva do Quarto Centenário do Descobrimento do Caminho Marítimo para a Índia e tiveram a orientação do cientista Albert Girard.
Foi inaugurado a 20 de Maio de 1898, na presença do soberano. Estavam expostas, além das espécies que passaria a exibir normalmente, as coleções zoológicas reunidas durante as campanhas oceanográficas que o monarca empreendera a bordo do iate real "D. Amélia".
Inicialmente contava apenas com um piso, sendo-lhe acrescentado um segundo por volta de 1916, quando se beneficiou de grandes remodelações.
Com o término das comemorações, o Aquário passou às mãos do Estado português, que entregou a administração e a exploração à Sociedade Portuguesa de Geografia. Por falta de recursos, até 1901, o Aquário esteve praticamente sem orientação técnica, degradando-se. A partir dessa data, o Governo entregou-o ao Ministério da Marinha, nomeando como diretor um conceituado jornalista, Armando Silva, que alimentava profundo interesse pelas Ciências Naturais.
Apesar do esforço empreendido para a recuperação do Aquário, o relacionamento de Armando Silva com o Governo foi desgastado, trazendo outro jornalista, Francisco Machado Vieira, ao cargo antes ocupado por ele. Em 1908, a Sociedade Portuguesa de Ciências Naturais instalou-se no Aquário, com a direção do professor Almeida Lima.
O objetivo central do Aquário é mostrar a grande coleção oceanográfica de grande valor histórico colhida pelo D. Carlos I durante 12 anos, com início em 1 de setembro de 1896.. No ano de 1917, se construiu um andar, que ficou conhecido como Salão Nobre, que é o espaço onde se guarda a coleção do rei até os dias atuais.
Em 2021, o aquário deixou de ter animais marinhos de grande porte. No antigo tanque das otárias abriu uma nova valência chamada "Janela para o Oceano", um espaço que que é uma sala totalmente interativa e a pensar nos mais novos. As obras desta sala duraram um ano e representam um investimento de 300 mil euros, suportado pela Marinha. Foi feito um mini anfiteatro com um mega ecrã interativo com com 7,25 metros de comprimento por 2,70 de altura, em que as crianças podem interagir com o ecrã com vários filmes didáticos, não só das características dos peixes que ali estão, como também com aspetos ligados aos oceanos e sua conservação.

## O espaço do museu
Ao adentrar o museu, os visitantes se deparam com a recepção e a loja, área destina a fornecer informações e vender ingressos e  produtos. Essa área de entrada possui 9 metros de comprimento e 5,60 metros de largura.
A primeira sala é onde se encontram os invertebrados marinhos, que fica logo após a entrada do prédio. Nessa sala é possível observar algumas espécies vivas e documentos e aparelhos usados pelo Rei durante as suas pesquisas.
No piso superior, é possível encontrar mais quatro salas. A primeira é o Salão Nobre, que contém parte da coleção adquirida por rei D. Carlos I. O teto, pintado com motivos marinhos é uma exposição à parte. O local possui 13 metros de comprimento e 7 de largura
A segunda sala é a Sala dos Tubarões, que como o próprio nome diz, contém diversas espécies de tubarões, incluindo algumas espécies raras. É a primeira sala que não contém iluminação natural. É iluminada apenas pela luz que vem das vitrines. A sala é pequena, com 5 metros de comprimento e 7 de largura
A terceira sala é a Sala de Malacologia que abriga mais de seiscentas espécies malacológicas provenientes da Costa Portuguesa. É a menor sala do museu com 6 metros de comprimento e 4,50 metros de largura. 
A última sala a ser visitada é a Sala de Mamíferos Marinhos e Aves. É a maior sala (14 metros de comprimento e 11 de largura). Além das espécies, os visitantes ainda podem observar uma coleção de conchas exóticas.

## Atualidade
Com cinco salas, cerca de 90 aquários e tanques, um vasto espólio oceanográfico do rei, mais de 300 espécies marinhas vivas e outros milhares em museu, o aquário regista uma média de 70 mil visitantes por ano, número que contrasta com o que era registado em 1992 (218 mil visitantes).
Desde 1901 o aquário pertence à Marinha Portuguesa, que disponibiliza uma verba do orçamento para a manutenção do equipamento, sendo a restante despesa de funcionamento coberta pelas receitas próprias que advêm da bilheteira.
O Aquário Vasco da Gama é constituído por duas partes. Uma delas é a coleção oceanográfica do rei D.Carlos. A outra é o aquário em si, com animais provenientes da costa portuguesa, além de tartarugas e aves aquáticas.